# Kanai Kalan
Kanai Kalan fou un estat tributari protegit, una thikana feudatària de Jodhpur, al districte d'Ajmer, governada en jagir per un clan jodha dels rathors. Els governants eren una branca dels istimraris de Bhinai.